# Parhippopsicon flavicans
Parhippopsicon flavicans là một loài bọ cánh cứng trong họ Cerambycidae.